# Napa Open
Il Napa Open è stato un torneo di tennis facente parte del Grand Prix giocato nel 1981 a Napa negli Stati Uniti su campi in cemento.

## Albo d'oro

### Singolare
| Anno | Vincitore       | Finalista   | Punteggio     |
| ---- | --------------- | ----------- | ------------- |
| 1981 | Sammy Giammalva | Scott Davis | 6–3, 5–7, 6–1 |

### Doppio
| Anno | Vincitori                   | Finalisti                | Punteggio     |
| ---- | --------------------------- | ------------------------ | ------------- |
| 1981 | Chris Mayotte Richard Meyer | Tracy Delatte John Hayes | 6–3, 3–6, 7–6 |